# Мартиново Село
Мартиново Село (хрв. Martinovo Selo) је насељено место у општини Јелење, Приморско-горанска жупанија, Хрватска.

## Историја
До територијалне реорганизације у Хрватској било је у саставу старе општине Ријека.

## Становништво
У попису становништва из 2011. године, Мартиново Село је имало 117 становника.
| Број становника према пописима | Број становника према пописима | Број становника према пописима | Број становника према пописима | Број становника према пописима | Број становника према пописима | Број становника према пописима | Број становника према пописима | Број становника према пописима | Број становника према пописима | Број становника према пописима | Број становника према пописима | Број становника према пописима | Број становника према пописима | Број становника према пописима | Број становника према пописима |
| ------------------------------ | ------------------------------ | ------------------------------ | ------------------------------ | ------------------------------ | ------------------------------ | ------------------------------ | ------------------------------ | ------------------------------ | ------------------------------ | ------------------------------ | ------------------------------ | ------------------------------ | ------------------------------ | ------------------------------ | ------------------------------ |
| 1857                           | 1869                           | 1880                           | 1890                           | 1900                           | 1910                           | 1921                           | 1931                           | 1948                           | 1953                           | 1961                           | 1971                           | 1981                           | 1991                           | 2001                           | 2011                           |
| 169                            | 156                            | 162                            | 161                            | 183                            | 212                            | 169                            | 164                            | 142                            | 137                            | 134                            | 146                            | 150                            | 131                            | 129                            | 117                            |

Напомена: Од 1910. до 1981. исказивано под именом Мартиново.

### Попис1991.
У попису становништва из 1991. године, Мартиново Село је имало 131 становника, следећег националног састава:
| Попис 1991.‍  | Попис 1991.‍  | Попис 1991.‍ | Попис 1991.‍ | Попис 1991.‍ |
| ------------ | ------------ | ----------- | ----------- | ----------- |
|              |              |             |             |             |
| Хрвати       | Хрвати       |             | 121         | 92,36%      |
| Мађари       | Мађари       |             | 3           | 2,29%       |
| Југословени  | Југословени  |             | 2           | 1,52%       |
| Муслимани    | Муслимани    |             | 1           | 0,76%       |
| Словенци     | Словенци     |             | 1           | 0,76%       |
| Срби         | Срби         |             | 1           | 0,76%       |
| неопредељени | неопредељени |             | 2           | 1,52%       |
| укупно: 131  |              |             |             |             |

| Popis 1991.‍     | Popis 1991.‍     | Popis 1991.‍ | Popis 1991.‍ | Popis 1991.‍ |
| --------------- | --------------- | ----------- | ----------- | ----------- |
|                 |                 |             |             |             |
| Hrvati          | Hrvati          |             | 121         | 92,36%      |
| Mađari          | Mađari          |             | 3           | 2,29%       |
| Jugoslaveni     | Jugoslaveni     |             | 2           | 1,52%       |
| Muslimani       | Muslimani       |             | 1           | 0,76%       |
| Slovenci        | Slovenci        |             | 1           | 0,76%       |
| Srbi            | Srbi            |             | 1           | 0,76%       |
| neopredijeljeni | neopredijeljeni |             | 2           | 1,52%       |
| ukupno: 131     |                 |             |             |             |